# عاكولة
عاكولة قرية سوريّة تتبع إداريّاً لمحافظة حلب منطقة دير حافر ناحية مركز دير حافر، بلغ تعداد سكانها 943 نسمة حسب التعداد السكاني لعام 2004.